# 赤盞合喜
赤盏合喜（？—1233年），金国末年女真人，又作石盏合喜，姓赤盏。
赤盏合喜性情刚愎自用，因为有才得到作用。金宣宗时，任兰州刺史，贞祐四年（1216年）与西夏军四万在定西作战，有战功。兴定元年（1217年），因功遥授同知临洮府事。权行元帅府，驻守来远寨来张大声势。兴定二年（1218年），在临洮击败南宋兵马。兴定三年（1219年），任元帅左都监。在巩州行元帅府事。兴定四年（1220年），在鹿儿原、新泉城、巩州击败西夏军，任平西军节度使。元光元年（1222年），率军援救凤翔主将完颜仲元，抵御蒙古军。元光二年（1223年），在凤翔击败蒙古帝国木华黎和萌古不花，西夏军数十万。任签书枢密院事。金哀宗即位，正大元年（1224年）任为参知政事，权枢密副使。他为人刚愎自用。天兴元年（1232年），汴京被围，抵御无方，死者甚多。蒙古退兵，他以功臣自居，谏官陈岢弹劾他，他不认识字，称呼陈岢为陈山可。七月率军一万五千接应武仙在汝州的接应部队，在中牟兵败，逃回汴京，他被免为庶人。就住在开封府。天兴二年（1233年），金哀宗走归德府，想要投降蒙古速不台，金哀宗上书约他反正，他被崔立杀死。

## 传記資料
- 《金史》 列传第五十一